# 비너 뷔르스트헨
비너 뷔르스트헨(독일어: Wiener Würstchen)은 브뤼부르스트(데친 소시지)의 일종이다. 전통적으로는 다진 돼지고기와 쇠고기를 양 창자 케이싱에 채운 뒤, 낮은 온도에서 훈연해 만든다. 프랑크푸르터 뷔르스트헨의 변형으로 볼 수 있다. 오스트리아에서 "비너"라 불리는 비너 부르스트와는 아예 다른 소시지이며, 이름이 비슷한 것은 우연이다.

## 이름
독일에서는 "빈식 작은 소시지"라는 뜻의 비너 뷔르스트헨(Wiener Würstchen) 또는 줄임말인 비너(Wiener)라 불리며, 스위스에서는 비네를리(Wienerli)로 부르기도 한다. 독일어권 밖에서는 비엔나 소시지(Vienna sausage)로도 알려져 있다.
오스트리아에서는 "프랑크푸르트식 작은 소시지"라는 뜻의 프랑크푸르터 뷔르스텔(Frankfurter Würstel)이나 프랑크푸르터 뷔르스틀(Frankfurter Würstl) 또는 줄임말인 프랑크푸르터(Frankfurter)로 알려져 있다. 독일어권 밖에서는 프랑크푸르트 소시지(Frankfurt sausage)나 프랑크 소시지(Frank sausage)로도 알려져 있다.

## 크기
일반적인 비너 뷔르스트헨은 무게가 50~70g 정도이다.
길이가 25cm 정도로 조금 더 긴 것은 "자허뷔르슈텔(Sacherwürstel)"이라 부르며, 85~90g 정도이다.
한국에서 "줄줄이 비엔나"라고도 부르는 작은 비너 뷔르스트헨은 개당 무게가 30g 정도이며, 독일어권에서는 "차 소시지"라는 뜻인 "테뷔르슈텔(Teewürstel) 또는 "칵테일 소시지"라는 뜻인 "칵테일뷔르슈텔(Cocktailwürstel)"로 부른다.

## 사진

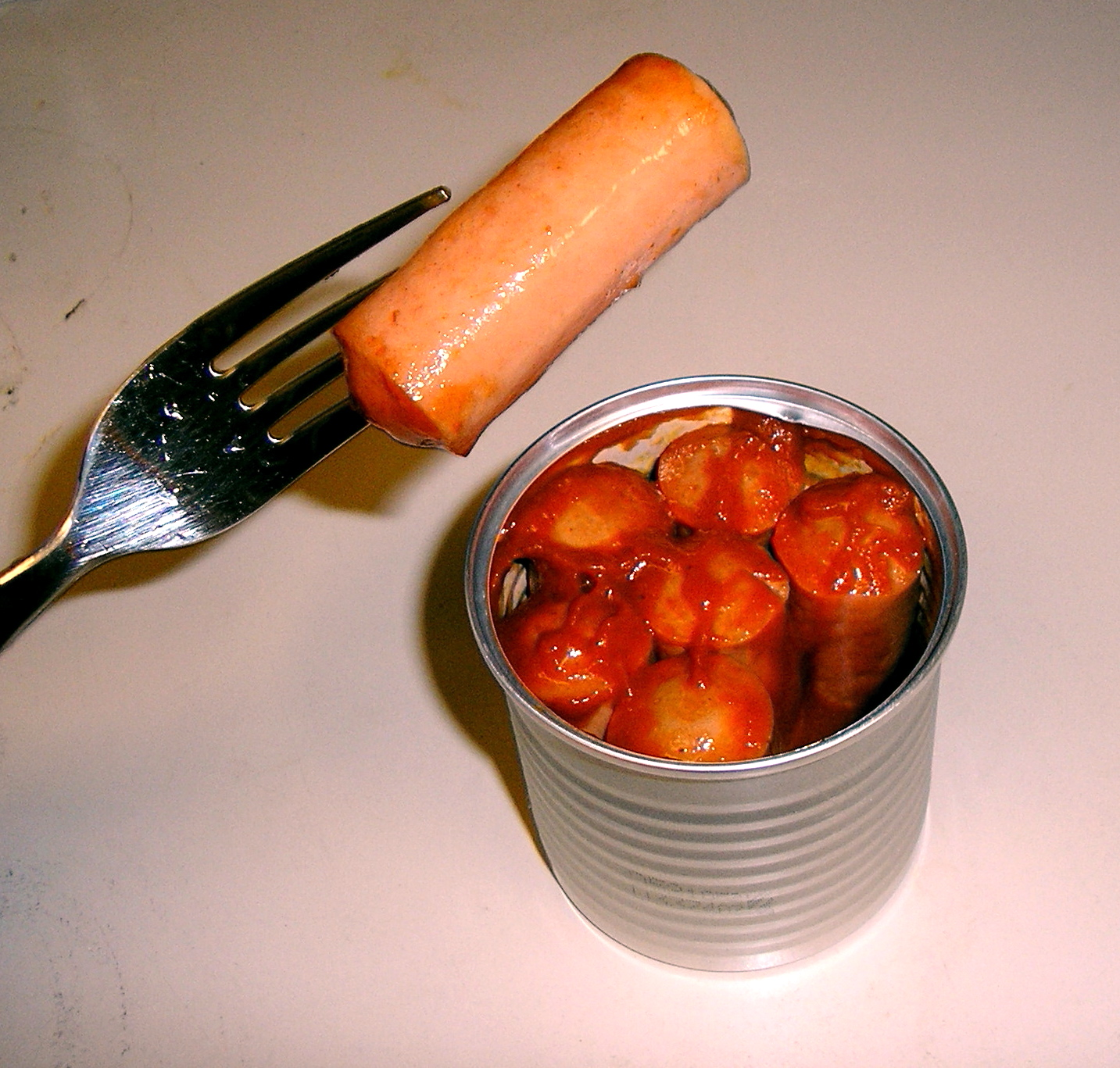
미국의 토마토 소스 비엔나 소시지 통조림
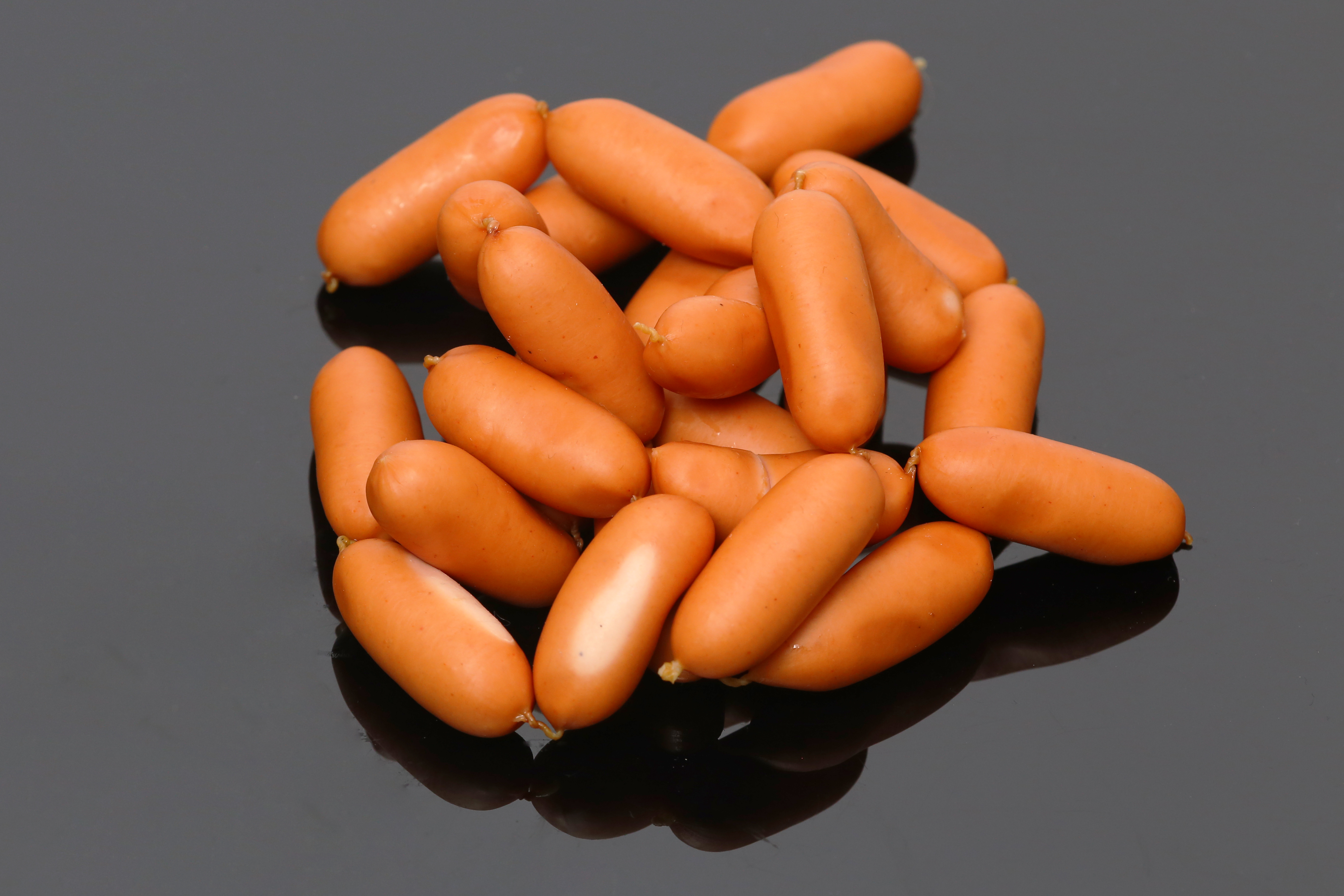
줄줄이 비엔나

## 같이 보기
- 프랑크푸르터 뷔르스트헨
- 세르블라
- 뷔르스텔
- 비너 부르스트